# Christian Vignes
Pour les articles homonymes, voir Vignes.
Pas d'image ? Cliquez ici

a Compétitions nationales et continentales officielles uniquement.

b Matchs officiels uniquement.
Dernière mise à jour le 5 septembre 2015.
Christian Vignes, est né le 5 juin 1934 à Biarritz. C’est un ancien joueur français de rugby à XV, qui a joué avec l'équipe de France et le Racing club de France au poste de trois-quarts centre ou demi d’ouverture (1,75 m). 

## Carrière de joueur

### En club
- Biarritz olympique
- Racing club de France

### En équipe nationale
Il a disputé son premier test match le 19 mai 1957 contre l'équipe de Roumanie, et le dernier contre l'équipe d'Angleterre le 1er mars 1958.

## Palmarès

### En club
- Champion de France (Bouclier de Brennus) en 1959 avec le Racing (sans être en finale)
- Finaliste du championnat de France en 1957 avec le Racing

### En équipe nationale
- Sélections en équipe nationale : 4
- Sélections par année : 2 en 1957, 2 en 1958
- Tournoi des Cinq Nations disputé : 1958